# Нор-сюр-Эрдр (кантон)
Нор-сюр-Эрдр (фр. Nort-sur-Erdre) — кантон во Франции, находится в регионе Пеи-де-ла-Луар, департамент Атлантическая Луара. Входит в состав округа Шатобриан-Ансени.

## История
До 2015 года в состав кантона входили коммуны Кассон, Ле-Туш, Нор-сюр-Эрдр, Пети-Марс, Сен-Марс-дю-Дезер и Эрик.
В результате реформы 2015 года состав кантон изменился: в него вошли коммуны упразднённых кантонов Линье и Риайе.

## Состав кантона с 22 марта 2015 года
В состав кантона входят коммуны (население по данным Национального института статистики за 2019 г.):
- Жуэ-сюр-Эрдр (2 561 чел.)
- Кассон (2 421 чел.)
- Ле-Селье (3 974 чел.)
- Ле-Туш (2 494 чел.)
- Линье (5 302 чел.)
- Музей (1 911 чел.)
- Нор-сюр-Эрдр (9 082 чел.)
- Нотр-Дам-де-Ланд (2 260 чел.)
- Пети-Марс (3 755 чел.)
- Риайе (2 358 чел.)
- Сен-Марс-дю-Дезер (5 118 чел.)
- Тейе (1 804 чел.)
- Тран-сюр-Эрдр (1 094 чел.)
- Эрик (6 288 чел.)

## Политика
На президентских выборах 2022 г. жители кантона отдали в 1-м туре Эмманюэлю Макрону 30,7 % голосов против 21,6 % у Марин Ле Пен и 20,5 % у Жана-Люка Меланшона; во 2-м туре в кантоне победил Макрон, получивший 63,6 % голосов. (2017 год. 1 тур: Эмманюэль Макрон – 26,5 %, Жан-Люк Меланшон – 20,5 %, Марин Ле Пен – 18,1 %, Франсуа Фийон – 17,6 %; 2 тур: Макрон – 71,4 %. 2012 год. 1 тур: Франсуа Олланд — 27,6 %, Николя Саркози — 24,4 %, Марин Ле Пен — 16,1 %; 2 тур: Олланд — 53,2 %).
С 2021 года кантон в Совете департамента Атлантическая Луара представляют мэр коммуны Пети-Марс Жан-Люк Бенье (Jean-Luc Besnier) и вице-мэр коммуны Линье Анн-Мари Кордье (Anne-Marie Cordier) (оба — Союз демократов и независимых).
|                | Кандидаты                     | Партия                        | Первый тур | Первый тур     | Второй тур | Второй тур |
| Кол-во голосов | Кандидаты                     | Партия                        | % голосов  | Кол-во голосов | % голосов  |            |
| -------------- | ----------------------------- | ----------------------------- | ---------- | -------------- | ---------- | ---------- |
|                | Жан-Люк Бенье Анн-Мари Кордье | Союз демократов и независимых | 4 464      | 40,56          | 5 590      | 50,66      |
|                | Ив Дове Лоранс Гийемин        | Разные левые                  | 4 868      | 44,23          | 5 444      | 49,34      |
|                | Жан-Рене Барген Жанна Ноден   | Национальное объединение      | 3 913      | 23,09          |            |            |

|                | Кандидаты                     | Партия                        | Первый тур | Первый тур     | Второй тур | Второй тур |
| Кол-во голосов | Кандидаты                     | Партия                        | % голосов  | Кол-во голосов | % голосов  |            |
| -------------- | ----------------------------- | ----------------------------- | ---------- | -------------- | ---------- | ---------- |
|                | Жан-Люк Бенье Анн-Мари Кордье | Союз демократов и независимых | 6 340      | 37,41          | 8 784      | 58,90      |
|                | Аиша Метлен Патрис Шевалье    | Разные левые                  | 4 097      | 24,17          | 6 130      | 41,10      |
|                | Николя Грелье Дениз Жоли      | Национальный фронт            | 3 913      | 23,09          |            |            |
|                | Юбер Лере Режин Фрапье-Гийе   | Европа Экология Зелёные       | 2 598      | 15,33          |            |            |